# لياندرو ليما (لاعب كرة قدم)
لياندرو ليما (هانغل: 제오르지 레안드루 아브레우 지 리마) (بالبرتغالية: George Leandro Abreu de Lima‏) هو لاعب كرة قدم كوري جنوبي وبرازيلي في مركز نصف الجناح، ولد في 9 نوفمبر 1985 في فورتاليزا في البرازيل. شارك مع منتخب البرازيل تحت 20 سنة لكرة القدم. أما مع النوادي، فقد لعب مع أونياو ليريا وفيتوريا سيتوبال ونادي أفاي لكرة القدم ونادي بورتو ونادي ساو كايتانو ونادي كروزيرو.

## وصلات خارجية
- لياندرو ليما على موقع الاتحاد الدولي (مؤرشف)  (الإنجليزية)
- لياندرو ليما على موقع دوري كوريا الجنوبية (الإنجليزية)
- لياندرو ليما على موقع قاعدة بيانات كرة القدم.إي يو (الإنجليزية)
- لياندرو ليما على موقع Soccerway.com (الإنجليزية)